# Thobias Fredriksson
Karl Daniel Thobias Fredriksson (Dals Rostock, 4 de abril de 1975) es un deportista sueco que compitió en esquí de fondo. Su hermano Mathias también compitió en esquí de fondo.
Participó en dos Juegos Olímpicos de Invierno, en los años 2002 y 2006, obteniendo dos medallas en Turín 2006, oro en velocidad por equipo (junto con Björn Lind) y bronce en velocidad individual. Ganó dos medallas en el Campeonato Mundial de Esquí Nórdico, oro en 2003 y bronce en 2005.

## Palmarés internacional
| Juegos Olímpicos   | Juegos Olímpicos       | Juegos Olímpicos  | Juegos Olímpicos     |
| Año                | Lugar                  | Medalla           | Prueba               |
| ------------------ | ---------------------- | ----------------- | -------------------- |
| 2006               | Turín (Italia)         | Medalla de oro    | Velocidad por equipo |
| 2006               | Turín (Italia)         | Medalla de bronce | Velocidad individual |
| Campeonato Mundial |                        |                   |                      |
| Año                | Lugar                  | Medalla           | Prueba               |
| 2003               | Val di Fiemme (Italia) | Medalla de oro    | Velocidad individual |
| 2005               | Oberstdorf (Alemania)  | Medalla de bronce | Velocidad individual |